# Rivière Poulin
Rivière Poulin är ett vattendrag i Kanada.   Det ligger i provinsen Québec, i den östra delen av landet, 500 km nordost om huvudstaden Ottawa. Rivière Poulin ligger vid sjön Lac Kawapishiousnont.
I omgivningarna runt Rivière Poulin växer i huvudsak blandskog. Trakten runt Rivière Poulin är nära nog obefolkad, med mindre än två invånare per kvadratkilometer.